# Ruth Elder

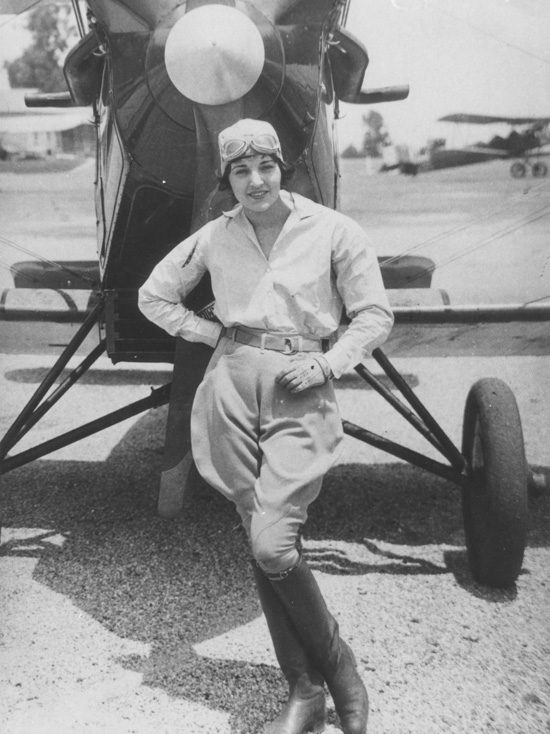
Ruth Elder

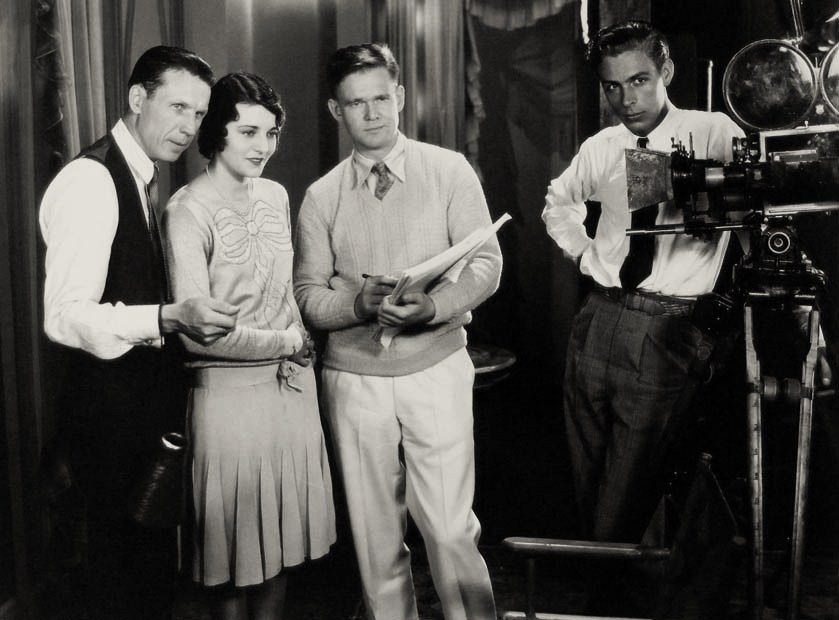
Ruth Elder nas filmagens de Moran of the Marines (1928).

Ruth Elder (Anniston, Alabama, 8 de setembro de 1902 — San Francisco, 9 de outubro de 1977) foi uma atriz e pioneira da aviação. Atriz de cinema, obteve alguns registos pioneiros na aviação, entre os quais a primeira tentativa de uma mulher realizar um  voo transatlântico. Tinha o certificado de piloto privado P675 e era conhecida como a Miss América da aviação. Era membro fundador do Ninety-Nines.

## Biografia
Em outubro de 1927, descolou de New York no avião Stinson Detroiter batizado com o nome de American Girl, levando George Haldeman como piloto, numa tentativa de se tornar a primeira mulher a realizar um voo transatlântico. Problemas mecânicos fizeram com que amarassem e abandonassem o avião a cerca de 360 milhas naúticas a noroeste da ilha Terceira, nos Açores, mas ainda assim estabeleceram um novo recorde de resistência de voo sobre a água com 2 623 milhas náuticas percorridas. Foi também, na altura, o voo mais longo alguma vez efectuado por uma mulher. Resgatados por um navio, Ruth Elder e o piloto George Haldeman foram homenageados em New York com um desfile de ticker-tape (serpentinas) após o seu regresso.
Após a sua memorável tentativa de voo transatlântico, conseguiu uma série de lucrativos compromissos de conferências e palestras e recebeu um importante contrato para cinema. Foi a estrela nos filmes Moran of the Marines (1928) e The Winged Horseman (1929). Em 1929, participou no primeiro Women's Air Derby, voando no seu Swallow de matrícula NC8730, e ficou em quinto lugar.
Casou seis vezes, entre elas com Walter Camp, Jr., filho de Walter Camp, o grande inovador do futebol americano, em 29 de agosto de 1929, mas pediu o divórcio em Reno, Nevada, em 14 de novembro de 1932. A sua última união foi um novo casamento com Ralph P. King, com quem esteve casada durante 21 anos e que lhe sobreviveu. Sofreu de enfisema durante vários anos antes de morrer. Teve um filho, William Trent Gillespie (1940-2008), do seu casamento com o pioneiro dos efeitos cinematográficos A. Arnold Gillespie.
Apareceu na edição de 29 de maio de 1952 de You Bet Your Life com o nome de Ruth King, onde mencionava que estava a escrever a sua autobiografia. Mais tarde, trabalhou como secretária executiva no sector da aviação, contratada por Howard Hughes que inicialmente tinha esquecido a identidde de Ruth Elder.
Em 2013, foi publicado um livro juvenil, do tipo inspiracional, intitulado Flying Solo: How Ruth Elder Soared into America's Heart, escrito por Julie Cummins e ilustrado por Malene R. Laugesen. Diz-se que a personagem-título da série de livros Ruth Darrow Flying Stories é baseada em Ruth Elder. Em 2016, a sua história foi contada em versão romanceada em Crossing the Horizon por Laurie Notaro.